# 李墩镇
李墩镇，是中华人民共和国福建省宁德市周宁县下辖的一个乡镇级行政单位。

## 行政区划
李墩镇下辖以下地区：
李墩村、东山村、黄埔村、陈厝村、际会村、阮洋中村、阮家洞村、际头村、芹溪村和楼坪村。